# Paula Lizell
Paula Maria Lindberg-Lizell, född Frödin 25 januari 1873 i Stockholm, död 12 januari 1962 i S:t Görans församling i Stockholm, var en svensk operasångerska (sopran).
Lizell, som kom från en välbeställd familj, gick i Franska skolan i Stockholm. Hon var elev i sång till Carolina Östberg och Louise Pyk, och i plastik och scenisk framställning till Signe Hebbe och Charlotta Strandberg. Hon debuterade 1893 på Operan i Stockholm som Matilda i Vilhelm Tell och var sedan en av de ledande sopranerna där 1893–1911. Efter att inom koloraturfacket ha lyckats med så fordrande uppgifter som Guilmette i Advokaten Pathelin och Margot i Hugenotterna fick hon sedan mest på sin lott de stora dramatiska sopranpartierna, uppgifter som hon enligt Eugène Fahlstedt i Nordisk Familjebok klarade av ”tack vare ett för unga hjältinneroller särdeles lämpligt yttre, stämningsfull aktion och intelligent sångfördrag, ehuru väl röstens höjdtoner blefvo blottade på den mjukhet och charm, som dess lägre register ega.” Bland hennes roller märks Margareta i Faust, Margareta-Helena i Mefistofeles, Valentine i Hugenotterna, Senta i Flygande holländaren, Sieglinde i Valkyrian, Eva i Mästersångarna, Gudrun i Ragnarök, Santuzza i På Sicilien, Marta i Tiefland, Anna i Vita frun, Katarina i Kronjuvelerna, Pamela i Fra Diavolo, Tatjana i Eugen Onegin, Ingeborg i Den bergtagna, Teresia i Häxfällan, Gullväg i Tirfing och Signe i Gillet på Solhaug.
Efter karriären på Operan gav hon privat och vid Richard Anderssons musikskola undervisning i plastik och lyrisk-dramatisk rollinstudering. 1922–1931 var hon föreståndare för Kungliga Teaterns operaskola.
Hon var 1897–1905 gift med läkaren H. Lindberg, och gifte 1907 om sig med musikläraren Sven Lizell. Hon tilldelades medaljen Litteris et Artibus 1934. Paula Lizell är begravd på Norra begravningsplatsen utanför Stockholm.